# Брахолін
Брахолін (пол. Bracholin) — село в Польщі, у гміні Вонґровець Вонґровецького повіту Великопольського воєводства.
Населення — 79 осіб (2011).
У 1975-1998 роках село належало до Пільського воєводства.

## Демографія
Демографічна структура станом на 31 березня 2011 року:
|          | Загалом | Допрацездатний вік | Працездатний вік | Постпрацездатний вік |
| -------- | ------- | ------------------ | ---------------- | -------------------- |
| Чоловіки | 38      | 7                  | 30               | 1                    |
| Жінки    | 41      | 11                 | 26               | 4                    |
| Разом    | 79      | 18                 | 56               | 5                    |